# Dolichopeza anthema
Dolichopeza anthema är en tvåvingeart som beskrevs av Alexander 1971. Dolichopeza anthema ingår i släktet Dolichopeza och familjen storharkrankar. Inga underarter finns listade i Catalogue of Life.